# David Willmann
David Willmann (* 1550 in Stargard (Pommern); † 18. März 1591 in Greifswald) war ein deutscher lutherischer Theologe.

## Leben
Kurz nach seiner Geburt starb sein Vater, Joachim Willmann, an der Pest. Seine Schulbildung erhielt er an der Stargarder Stadtschule und wechselte 1567 auf das fürstliche Pädagogium in Stettin. 1573 ging er an die Universität Wittenberg und studierte Physik, Ethik und Metaphysik. Vier Jahre später erhielt er von der Philosophischen Fakultät den Magistergrad.
Von Herzog Johann Friedrich wurde Willmann 1577 als Subrektor des Stettiner Pädagogiums berufen.
1582 in Greifswald ordiniert und nach dreijähriger Vakanz auf das Pastorat an St. Jacobi und eine theologische Professur an der Universität berufen. 1584 erhielt er den Doktorgrad.
Willmann festigte die Stellung der orthodoxen Lutheraner und erwarb sich besonderes Ansehen durch seine Predigten. Als sein wissenschaftliches Hauptwerk galten die Erläuterungen zu den Paulusbriefen.
Willmann war seit 1584 verheiratet mit Anna Runge, der Tochter des ebenfalls in Stargard gebürtigen Generalsuperintendenten Jacob Runge.
Kaum 41-jährig erlitt er während einer Predigt in der Jacobikirche eine schwere Kolik und verstarb kurz darauf.